# Karl Cleve
Karl Cleve (* 2. Mai 1901 in Berlin; † 17. August 1979 ebenda) war ein deutscher Ingenieur und Lepidopterologe.

## Leben
Cleve interessierte sich bereits im jugendlichen Alter für Entomologie und Ornithologie sowie für Technik. Als Berufsziel wählte er die Ausbildung zum Ingenieur, studierte in München und Berlin Maschinenbau und wurde 1928 bei Oskar Knoblauch mit der Abhandlung Modellversuche über den Wasserumlauf in Steil- und Schrägrohrkesseln promoviert. Nach der Promotion war er überwiegend bei der Firma Borsig in Berlin tätig und beschäftigte sich parallel dazu intensiv mit entomologischen Themen.

## Ingenieurtechnisches Werk
Zu seinem Spezialgebiet, dem Dampfkesselbau verfasste Cleve rund 50 Publikationen u. a. auch einen Vergleich und die Analogien der Energieumwandlung in einer Dampfkraftanlage und im menschlichen Organismus. Weitere Schwerpunkte waren Betriebsergebnisse verschiedener mit Wanderrosten ausgestattete Industrieanlagen sowie Fragen zum Wasserumlauf in Wasserrohrkesseln.

## Technische Schriften (Auswahl)
- Versuche über die von Hochhub-Sicherheitsventilen abgeführten Dampfmengen, Zeitschrift des Bayerischen Revisionsvereins, Nr. 14, 1931, S. 165–168
- Die Entwicklung der Kohlenstaub-Feuerung, Tageszeitung für Brauerei, Nr. 236, 1934
- Das Schäumen von Dampfkesseln, Brennstoff Wärme Kraft, VDI-Verlag, Heft Nr. 8, 1949, S. 209–215
- Der Betrieb von Wanderrosten, Energie, Band 1, Heft 3, Franzis-Verlag München, 1949
- Die Vorausberechnung des Wasserumlaufes in Wasserrohrkesseln, Brennstoff  Wärme  Kraft, VDI-Verlag, Band 2, 1950, S. 215–221
- Gestaltung eines Dampfkessels zur Deckung von Energiespitzen, Zeitschrift für Elektrizitätswirtschaft, Band 52 Heft 4, 1953, S. 80–82
- Dampfkessel und Feuerungen für Textilbetriebe, Melliand Textilberichte, Heidelberg, Vol. 40 Nr. 4, 1959, S. 442–445

## Entomologisches Werk
Nach einem Zusammentreffen mit Georg Warnecke spezialisierte er sich auf Themen der  Lepidopterologie, die durch regen Gedankenaustausch u. a. mit den auf dem gleichen Fachgebiet Tätigen Charles Boursin, Heinz Habeler, Friedrich Kasy, Gerhard Ringel sowie Ernst und Herta Urbahn weiter intensiviert wurden. Schwerpunkte dabei waren:
- die Erforschung der Ursachen für den Anflug von Nachtschmetterlingen an künstliche Lichtquellen,
- der Melanismus bei Schmetterlingen, insbesondere der Industriemelanismus,
- Lokalfaunistik, insbesondere in den Berliner Naturschutzgebieten Teufelsbruch, Rohrpfuhl und Pfaueninsel sowie eine Zusammenstellung des Artenbestandes der im Berliner Raum vorkommenden Schmetterlingsarten mit einigen Erstnachweisen für das betrachtete Gebiet.
- Vordringen, Ausbreitung und Neuansiedlung von Schmetterlingsarten,
- Mitarbeit bei der Erstellung der Roten Liste gefährdeter Arten,
- Zuchten verschiedener Schmetterlingsarten,
- Wanderfalterforschung.

Belegexemplare aus Cleves Schmetterlingssammlung, die überwiegend den mitteleuropäischen Raum umfasst, wurden auch als Vergleichsmaterial für taxonomische Untersuchungen verwendet. Zu entomologischen Themen verfasste Cleve ca. 110 Publikationen.

## Entomologische Schriften (Auswahl)
- Das Sternenlicht und dessen vermutliche Wahrnehmung durch nachts fliegende Schmetterlinge. Deutsche Entomologische Zeitschrift, Neue Folge Band 13, 1966, S. 359–375
- Das spektrale Wahrnehmungsvermögen nachts fliegender Schmetterlinge (Lep.), Nachrichtenblatt der Bayerischen Entomologen, 16. Jahrgang, 1967, S. 33–53
- Der Anflug der Nachtschmetterlinge an das Licht und an den Köder. Entomologische Zeitschrift, 81. Jahrgang, Nr. 12, Alfred Kernen Verlag, Stuttgart, 1971, S. 371–387
- Die Erforschung der Ursachen für das Auftreten melanistischer Schmetterlingsformen im Laufe der letzten hundert Jahre, Zeitschrift für Angewandte Entomologie, Vol. 65, 1970
- Das Vordringen von Eupithecia sinuosaria EV. in Mitteleuropa (Lep. Geometridae). Mitteilungen der Deutschen Entomologischen Gesellschaft, Band 29, 1970
- Die Schmetterlinge Westberlins, Berliner Naturschutzblätter, Volksbund Naturschutz e. V., Bd. 14, 18, 19, 20, 21, 22; 1970–1978
- Ergänzungen zur Schmetterlingsfauna des östlichen Neusiedlersee-Gebietes, Zeitschrift der Arbeitsgemeinschaft Österreichischer Entomologen, 31. Jahrgang, 1979